# 凡語
凡語指一般大眾間通行的詞語。

## 釋義
- 《爾雅·釋詁》：「如、適、之、嫁、徂、逝，往也」句下邢昺·疏：「徂，齊語也。適，宋魯語也。往、凡語也」。

爾雅原書中提到「如、適、之、嫁、徂、逝」等字皆為「往」義。邢昺於是注疏寫道：「徂」是齊人之方言，「適」是宋魯人之方言。「往」才是一般大眾間通行的詞語。